# Freziera campanulata
Freziera campanulata là một loài thực vật thuộc họ Theaceae. Loài này có ở Ecuador và Peru.